# Ikv 72
Ikv 72 (Infanterikanonvagn 72) はスウェーデンのランツヴェルク社が1950年代初頭に開発した軽突撃砲。

## 歴史
1949年初めに、スウェーデン軍は突撃砲の計画を立案した。その内容は直接射撃による歩兵支援というものであった。量産のためにできるだけ低コスト化することも盛り込まれており、更に車重は6トンまでと定められた。
1952年、ランツヴェルク社はこの計画に参加した。
1953年から1954年にかけて36輌のIkv 72がスウェーデン軍から発注された。

## 構造
Ikv 72は砲郭構造かつオープントップの上部構造を前方に有し、エンジンと変速機は後方に配置している。一般的な戦車と異なり、駆動輪は後方となっている。重量は8トン、乗員は4名である。
主砲は固定砲で、左右5度ずつ旋回できる。当初は105mm砲を装備予定であったが、初期車輌はStrv m/42の75mm m/41 L/34砲を装備した。この車両では榴弾のみ発射した。

## 派生型

### Ikv 102
1956年から1958年にかけて既存のIkv 72から改修された。ハッチつきの天板が施され、破片や狙撃から乗員を保護できるようになった。
主砲はボフォース製のマズルブレーキを装備した105mm砲に換装し、その結果重量は8.8トンに増加した。1960年になると対装甲目標用に対して榴弾より効果的な対戦車榴弾(HEAT)が追加された。

### Ikv 103

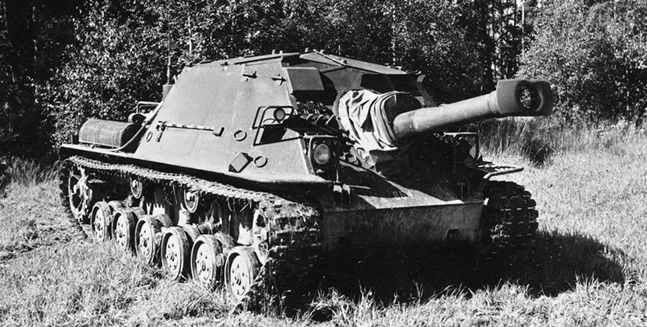
105mm砲を装備したIkv103の写真。装甲が施されたハッチが見える。

Ikv 103は、Ikv 102の小改良版として登場した。105mm砲はそのままに、エンジンをボルボ・エアロ（現:GKNエアロスペース）製四気筒水平対向のB42に換装した。空気取り入れ口は従来は戦闘室から取り入れていたが、これによって新規にグリルが追加され、そこから吸入することになった。車重は変わらず8.80トンのままであった。この車輌をインドやその他の国へ輸出する計画も存在した。1980年代に入ると、本車は更にPansarvärnsrobotbandvagn 551(PvRbBv 551)やLuftvärnsrobotvagn 701 (lvrbv 701)に再改造された。